# 440

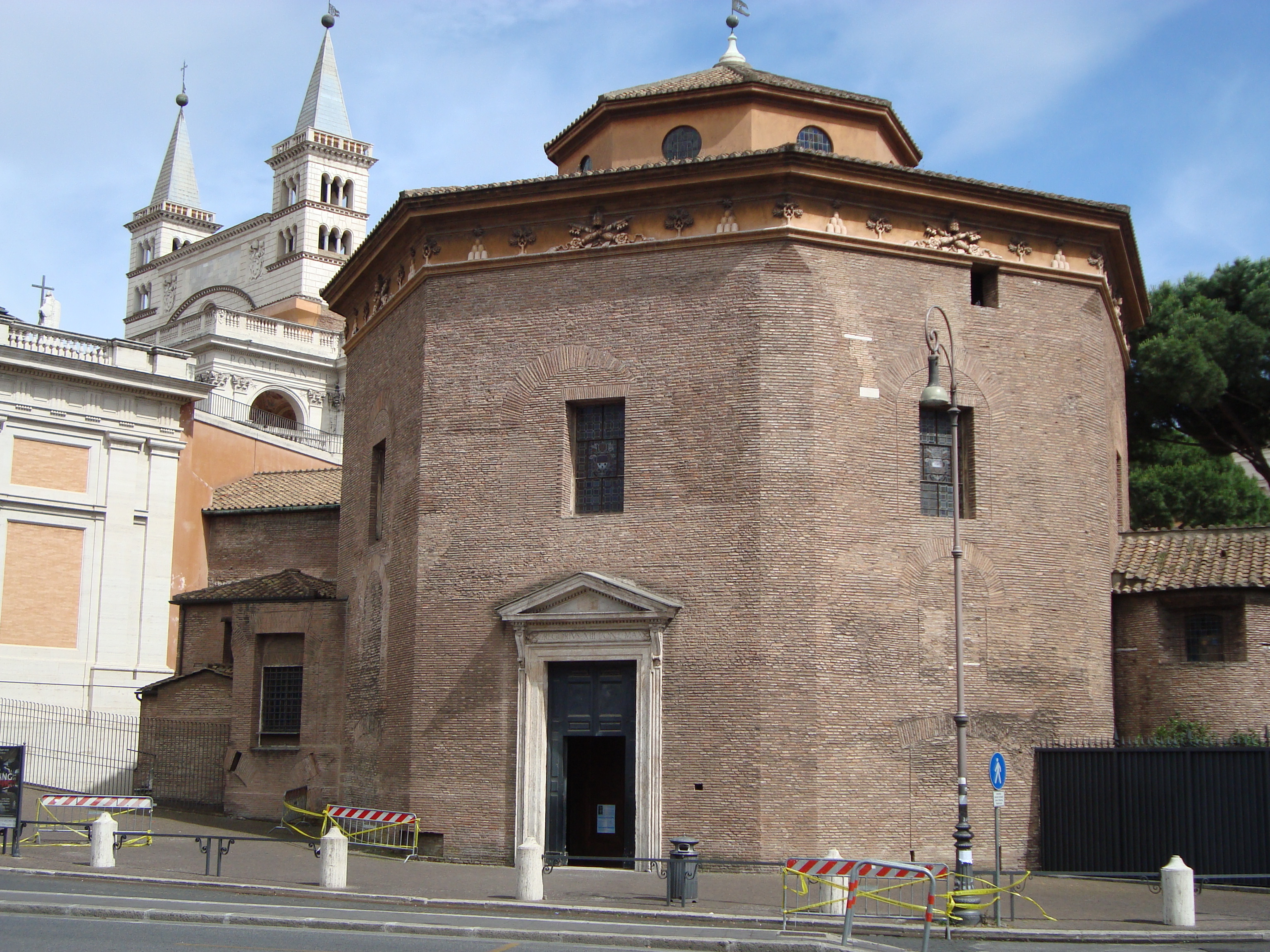
Het Baptisterium van Lateranen, gebouwd ca. 440

Het jaar 440 is het 40e jaar in de 5e eeuw volgens de christelijke jaartelling.

## Gebeurtenissen

### Europa
- De Ripuarische Franken plunderen Augusta Treverorum (huidige Trier). Het Romeinse leger onder bevel van Flavius Aëtius weet een wapenstilstand af te dwingen. De Franken sluiten een vredesverdrag en krijgen als foederati (bondgenoten) de taak de middenloop van de Rijngrens te verdedigen.
- De Hunnen onder leiding van Attila bedreigen de Donaugrens in Illyricum (Albanië). Ze steken de rivier over en voeren een verwoestende plunderveldtocht door grote delen van de Balkan, waaronder Moesia.

### Afrika
- Een Vandaalse vloot gevormd door een coalitie van Alanen, Goten en Moren vertrekt vanuit Carthago. De schepen houden een rooftocht langs de kust van Sicilië en belegeren Palermo. Na een kort beleg wordt de stad veroverd en verliest zij haar strategische positie voor de aanvoer van graan en olijfolie naar Italië.

### Italië
- Aëtius keert na een vijfjarige campagne terug in Rome. Hij houdt een triomftocht door de stad en wordt geëerd voor zijn overwinningen tegen de Bourgondiërs en Visigoten in Gallië. De Senaat verleent hem de hoogste militaire onderscheidingstekens (insignia of omamenta triumphalia).
- 29 september - Paus Leo I ("de Grote") (r. 440-461) volgt Sixtus III op als de 45e paus van Rome. Tijdens zijn pontificaat verdedigt hij de leer van de apostelen en verwerpt de Eutychische doctrine.

### Azië
- De Witte Hunnen, later bekend als de Avaren, vallen vanuit het Altai-gebied Transoxanië, Bactrië (Afghanistan) en Khorasan (Oost-Iran) binnen. Het Perzische Rijk wordt geteisterd door rooftochten langs de oostgrens.
- In Nalanda (India) wordt een groot kloostercomplex gesticht. Waaronder een bibliotheek (negen verdiepingen) en een universiteit die een belangrijk centrum wordt voor boeddhistisch onderwijs. (waarschijnlijke datum)

## Religie
- Winter - Paus Leo I stuurt een brief naar keizer Valentinianus III waarin hij schrijft: "de keizer heeft door de inspiratie van de Heilige Geest geen menselijke instructie nodig en is niet in staat tot dwaling in de leer".

## Geboren
- Chilperik II, koning van de Bourgondiërs (waarschijnlijke datum)

## Overleden
- 17 februari - Mesrop Masjtots, Armeens theoloog, ontwerper van het Armeens alfabet
- 19 augustus - Sixtus III, paus van de Rooms-Katholieke Kerk